# 許天錫
許天錫（1461年—1508年），字啟衷，福建福州府閩縣（今福建省福州市）人，明朝政治人物，弘治癸丑進士，選翰林院庶吉士，改吏科給事中。与言官何天衢、倪天明與並負時望，人稱「臺省三天」。

## 生平
弘治二年（1489年）己酉科福建鄉試第七十三名。弘治六年（1493年）登癸丑科會試第二百五十四名，廷試三甲第一百四名進士，六月改翰林院庶吉士，因思親生病，請求歸養獲准。十二年六月病愈還朝，授吏科給事中。十三年四月奉命趕赴大同調查戰事失利，并彈劾巡撫洪漢、中官劉雲、總兵官王璽等人，均獲罪。內使劉雄因儀真知縣徐淮不整治食宿供應而遷怒，向南京守備中官舉報，徐淮被逮捕下詔獄。許天錫與御史馮允中論救，改為調往邊疆縣令。此後，御史文森、張津、曾大有因言下吏部監獄，崔志端由道士擢尚書等，許天錫均力爭。
明武宗即位，許天錫因災異上疏，請求皇帝痛加修省，廣求直言，遷工科左給事中。正德元年（1506年），出使安南，途中升都給事中。正德三年（1508年），完成任務回朝，見朝綱大變，敢言者皆遭貶斥，而劉瑾卻更加肆虐。許天錫非常憤怒。
同年六月，許天錫清理內庫，查出劉瑾侵佔罪行數十起。他知道上奏后必遭報復，於是當夜登聞鼓狀，準備尸諫，命家人在其死後呈上奏疏，於是上吊自殺。當時妻兒不在身邊，只有一童侍側，把奏章隱匿後逃遁。一說劉瑾害怕許天錫揭發其罪，當夜命人縊殺，真相一直不明。當時，武宗下旨命錦衣衛閱六科給事中，不到者彈劾。而錦衣衛彈劾許天錫三天后仍不至。調查后才發現已經去世。死時四十八歲，聽聞的人都感到哀傷。

## 家族
曾祖許仲美；祖父許定安；父許瑄。嫡母王氏；生母林氏。具庆下。

## 延伸阅读
[在维基数据编辑]
 《明史卷一百八十八》，出自《明史》